# Al Di Meola
Albert Laurence Di Meola, né le 22 juillet 1954 à Jersey City, New Jersey (États-Unis) est un guitariste américain de jazz fusion, connu, entre autres, pour sa technique aboutie ainsi que pour la discipline de son jeu.

## Biographie
Al Di Meola est né à Jersey City en 1954. En 1971, il rentre au Berklee College of Music à Boston dans le Massachusetts. En 1974, il remplace Bill Connors au sein de Return to Forever, le groupe de Chick Corea. Il enregistre avec le groupe trois albums studio entre 1974 et 1976, soit Where Have I Known You Before en 1974, No Mystery en 1975 et Romantic Warrior en 1976. Puis il quitte le groupe et entreprend une carrière solo.
En 1976, il collabore avec Stomu Yamashta et joue avec son groupe Go, formé de Steve Winwood aux claviers et à la guitare, Klaus Schulze aux synthétiseurs, Paul Buckmaster aux cuivres et aux arrangements de cuivres et cordes, Pat Thrall à la guitare, Rosko Gee à la basse et Michael Shrieve à la batterie. Entre 1976 et 1977, trois albums seront publiés, Go, Go Live From Paris et Go Too.
En 1978, il fait quelques dates de concerts au Japon avec Chick Corea, Tony Williams et Bunny Brunel (en). En 1980, il fait également une tournée avec Carlos Santana. En 1983, il part en tournée avec Return to Forever, après la sortie de l'album Touchstone de Chick Corea, dans lequel, sur le titre Compadres, on pouvait retrouver les quatre compères de Return To Forever Al Di Meola, Chick Corea, Stanley Clarke, Lenny White.
Al Di Meola se fait rapidement remarquer par sa maîtrise technique et pour ses compositions jazz-rock complexes. Ses premiers albums eurent une grande influence sur d'autres guitaristes de jazz et de rock. Di Meola explore également la musique latine au sein du genre jazz fusion avec des albums, tels que Casino (1978) et Splendido Hotel (1980). Il montre une approche plus acoustique dans l'album live avec John McLaughlin et Paco de Lucía, Friday Night in San Francisco.
Avec Scenario, il explore une facette électronique du jazz en collaborant avec Jan Hammer. À la suite de ce changement, il continue d'étendre ses horizons avec l'album acoustique Cielo e Terra. Il commence à incorporer des synthétiseurs pour guitare dans des albums comme Soaring Through a Dream, sur lequel on retrouve même Dan Gottlieb, premier batteur du Pat Metheny Group.
À partir des années 1990, Di Meola enregistre des albums dans des styles plus proches de la world music et du latin moderne que du jazz, dont certains fortement orientés tango, en hommage à la musique du compositeur argentin Astor Piazzolla.
Il continue à tourner, jouant dans des salles plus petites comme The Birchmere à Alexandria, Virginie. Des concerts récents ont intégré un aperçu de ses nouveaux morceaux (un mélange d'acoustique, d'« acoustique saturé », et de synthétiseur pour guitare dans un format de morceaux plus détachés que dans ses premiers albums solos) ainsi que des morceaux à la guitare électrique de ses premiers albums. Di Meola termine souvent ses concerts avec une interprétation énergique de l'une de ses pièces représentant le plus gros défi à jouer : Race with Devil on Spanish Highway, de l'album Elegant Gypsy.
En plus de sa carrière solo prolifique, il s'est engagé dans de fructueuses collaborations avec les bassistes Stanley Clarke et Jaco Pastorius, le claviériste Jan Hammer, le violoniste Jean-Luc Ponty, les guitaristes John McLaughlin et Paco de Lucía.
Il remporte quatre fois la distinction de Best Jazz Guitarist (meilleur guitariste de jazz) décernée par les lecteurs de Guitar Player Magazine.

## Style
« Dans l'histoire de la guitare électrique, personne n'a autant contribué à faire avancer l'instrument dans une approche purement technique que M. Di Meola. Son contrôle total des différents styles et des différentes gammes est simplement époustouflant. Je me sens privilégié d'avoir pu étudier son travail durant toutes ces années. »

— Robert Lynch, historien de la guitare.

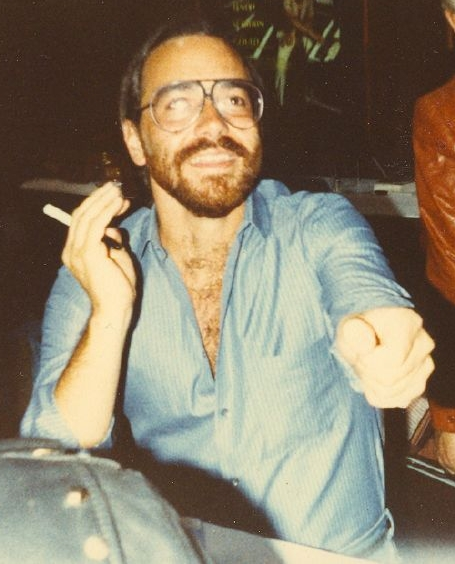
Al Di Meola en 1979.

Au début de sa carrière, Di Meola est remarqué pour sa maîtrise technique, ses solos de guitares très rapides et complexes et ses compositions.
Il commence à explorer les cultures et genres acoustiques méditerranéens comme le flamenco dès ses premiers albums. On citera à cet égard Mediterranean Sundance et Lady of Rome, Sister of Brazil de l'album Elegant Gypsy (1977). Il continue ces explorations latines sur Casino (1978) et Splendido Hotel (1980) ainsi que sur l'album live avec John McLaughlin et Paco de Lucía, Friday Night in San Francisco.
Ses premiers albums ont eu une grande influence sur d'autres guitaristes de jazz et de rock[Lesquels ?].

## Discographie

### Albums solo
- 1976 : Land of the Midnight Sun (en)
- 1977 : Elegant Gypsy
- 1978 : Casino (en)
- 1980 : Splendido Hotel (en)
- 1982 : Tour De Force – Live
- 1982 : Electric Rendezvous (en)
- 1983 : Scenario (en)
- 1985 : Cielo e Terra (en)
- 1990 : World Sinfonia (en)
- 1993 : World Sinfonia II - Heart of the Immigrants (en)
- 1994 : Orange and Blue (en)
- 1996 : Di Meola Plays Piazzolla (en)
- 1998 : The Infinite Desire (en)
- 1999 : Winter Nights (en)
- 2000 : World Sinfonía III – The Grande Passion (en)
- 2002 : Flesh on Flesh (en)
- 2006 : Vocal Rendez Vous
- 2006 : Consequence of Chaos (en)
- 2007 : Diabolic Inventions and Seduction for Solo Guitar (en)
- 2007 : Live in London
- 2008 : World Sinfonia – La Melodia (en)
- 2009 : Live From Seattle And Elsewhere (Valiana Music And Media)
- 2010 : One Night in Montreal
- 2011 : Pursuit of Radical Rhapsody (en)
- 2011 : Morocco Fantasia (in-akustik)
- 2012 : Live at the North Sea Jazz Festival (The Store For Music)[6]
- 2013 : All Your Life (in-akustik)
- 2015 : Elysium
- 2018 : Opus
- 2018 : Elegant Gypsy & More Live (Ear Music)
- 2020 : Across the Universe
- 2020 : No Fish For You! (Di Meola House Concerts)

### En tant que co-leader
Avec John McLaughlin et Paco de Lucía
- 1980 : Friday Night in San Francisco (Columbia/Philips)
- 1983 : Passion, Grace and Fire (en)
- 1996 : The Guitar Trio (en)
- 2022 : Saturday Night in San Francisco

Autres
- 1990 : Super Guitar Trio And Friends avec Larry Coryell et Biréli Lagrène
- 1995 : The Rite of Strings (en) avec Stanley Clarke et Jean-Luc Ponty
- 2005 : Cosmopolitan Life (en) avec Leonid Agoutine
- 2008 : He and Carmen avec Eszter Horgas

### AvecReturn to Forever
- 1974 : Where Have I Known You Before (Polydor)
- 1975 : No Mystery (en) (Polydor)
- 1976 : Romantic Warrior (Columbia)
- 2008 : Returns (en) (Eagle Records)

### Avec Go
- 1976 : Go (en) (Island)
- 1976 : Go Live from Paris (en) (Island)
- 1977 : Go Too (en) (Arista)

### Avec Al DiMeola Projct
- 1985 : Soaring Through A Dream
- 1987 ; Tirami Su
- 1991 : Kiss My Axe

### Avec ManDoki Soulmates
- 1997 : People in Room No. 8 (PolyGram)
- 2002 ; Soulmates (Paroli)
- 2003 : Soulmates Classic (Sony)
- 2005 ; Legends of Rock (Paroli)
- 2009 : Aquarelle (NEO)
- 2013 :  BudaBest (Sony)
- 2019 : Living In The Gap + Hungarian Pictures (Red Rock Production)
- 2021 : Utopia For Realists (Hungarian Pictures) (Inside Out Music)

### Autres collaborations
- 1982 : Touchstone (en), Chick Corea (sur Compadres)
- 1983 : Hearts and Bones, Paul Simon (sur Allergies)
- 1987 : Latin avec Georges Dalaras (Minos)
- 1991 : The Way In, Jeff Richman (MGI Records)
- 1994 : Peoplede People ((RCA)
- 1995 : Dance of Fire (en), Aziza Mustafa Zadeh
- 2003 : Black Utopia (en), Derek Sherinian
- 2003 : Beautiful Love - The NYC Session, Eddie Gómez, Billy Drummond, Yutaka Kobayashi[7]

## Vidéographie
- Al Dimeola Live at Montreux 86/93 (2004, DVD EAGLEROCK )
- Al Dimeola Project Live At Montreal Jazz Fest 88  (1988, LCD VAP)(2003, DVD VAP )
- Super Guitar Trio(Coryell+Lagrene)and Friends(1990, LCD PIONEER )(2001, DVD TDK )
- Al Dimeola Project Live At Palladium 91 (1990, LCD PIONEER )
- Al Dimeola One of these nights  (2004, DVD INAK )
- Al Dimeola Jean Luc Ponty Stanley Clarke Live at Montreux 94 (2005, DVD EAGLEROCK )
- Al Dimeola Speak on a Volcano  (2007, DVD INAK )